# Битва з факелами (1583)
Битва з факелами (тур. Meşaleler Savaşı Meşaleler Savaşı, перс. نبرد مشعل 7-11 травня  8 травня  або 11-13 травня  1583 року) — битва Османо-Сефевідської війни 1578—1590 років . Битва відбулася на березі річки Самур на іншому березі від Демір-капи і тривала три дні. Назву вона отримала через те, що з настанням ночі противники продовжували бій при світлі смолоскипів. Осман-паша Оздеміроглу здобув перемогу, що дозволило йому зміцнитися в Ширвані.

## Передумови
Кампанія почалася влітку 1578 року. Після кількох перемог на початку війни османи підкорили Грузію і Ширван . У Демір-капи знаходився османський бейлербей Ширвану Осман-паша Оздеміроглу. У 1582 році йшли переговори про мир, посол перського шаха вже рік перебував в Стамбулі . Під час переговорів в Стамбул прибув гонець з донесенням Османа-паші, який повідомляв про пастку влаштовану кизилбашами . Вони звернулися до одного із Санджак беїв, запевняючи, що підписаний мир. Той не запідозрив підступу і відкрив ворота фортеці, після чого був убитий зі своїми людьми. Розгніваний султан наказав заарештувати посла шаха  . У Демір-капи через Крим була перекинута в підкріплення армія Румелии під командуванням Якуба-бея, бейлербея Силістри   . 25 квітня 1583 року Якуб-бей отримав смертельну рану і загинув    . Після смерті Якуба-бея, його воїни з Силістри висловили готовність помститися за командира і Осман-паша з армією виступив з Демір-капи. Вони переправилися через річку Самур і зупинилися в місці під назвою Бештепе   . Майже відразу після цього здалися передові частини перської армії , які налічували 50 тисяч чоловік без урахування грузинських військ  .

## Битва
На правому фланзі османської армії був поставлений бейлербей Сиваса Хайдар-паша. На лівому фланзі стояв бейлербей Кефе Джафар-паша, який командував військами Румелии після смерті Якуба-бея. Сам командувач, Осман-паша, стояв в центрі, а перед ним були збудовані ряди яничарів з 30 гарматами   . Осман-паша в цій битві був на своєму чорному коні, який протягом тридцяти років був його вірним супутником, і іржання якого вважав вірною ознакою перемоги  .
Навпаки Османа-паші стояли гвардійці шаха, навпроти правого османського флангу стояв Імамкулі-хан, сефевідський правитель Гянджі, навпроти лівого османського флангу стояли Рустам-хан Хусамоглу і Ібн Бурхан, Ширванський бий, який раніше служив османам  .
Вранці передові загони супротивників атакували один одного, ці дрібні сутички тривали весь день  . З настанням темряви в той час битви зазвичай переривалися, але на цей раз цього не сталося. Обидві сторони запалили смолоскипи і продовжували боротися до півночі, що згодом послужило причиною назви цієї битви — «битва з факелами» або «смолоскипний бій». Після півночі за згодою обох сторін тимчасово бій припинився, на всіх флангах були виставлені караули    .
На наступний ранок битва продовжилася з не меншою жорстокістю. Перси вважали себе переможцями, тому що вони зайняли високий берег річки і оточили османські війська з усіх боків. Але і другий день не приніс перемоги жодній зі сторін. Смолоскипи знову були запалені, і бої тривали до півночі. Нарешті втомлені противники опівночі розійшлися  . Якби османи зазнали поразки, це могло б стати для них катастрофою. Осман-паша розумів можливість такого результату, він сказав своїм солдатам, що у них немає іншої мети, крім як стати мучениками заради віри  .
На третій день вранці битва продовжилася, Джафер-паша почав відступати, але на іншому фланзі війська Румели стали тіснити противника, османи посилили тиск на своєму лівому фланзі і перси побігли  .
За словами Ібрагіма Печеві Імамкулі-хан закричав: "Гей, ви, труси? Чому біжите? Так не піде вам на користь шахський хліб! ". Але, оскільки його заклик залишився без відповіді, йому довелося самому бігти з поля бою   .

## Наслідки
Після бою поле було всіяне тілами. У полеглих персів відрізали голови, яких виявилося 7500 штук, і з них по велінню Османа-паші склали вежу   , ще 3 тисячі потрапило в полон   . Імамкулі-хан написав грузинським князям, просячи про допомогу проти османів, але вони не встигли прибути до місця бою. Рахімізаде писав, що вони заблукали і були перебиті місцевими жителями. 17 знатних грузин були взяті в полон, а відрубані голови убитих доставили Осману-паші, який, в свою чергу, відіслав голови «синові бека Зегама Левент-хана». Осман-паша запитав царя, чому грузини, які погодилися підкоритися султану, порушують обіцянку . Після битви Осман-паша дав армії три дні відпочити, перш ніж повів їх в Шемаху, де почав будівництво фортеці, яка була закінчена за 40 днів   . Прийнявши виявлення покірності від грузинських і дагестанських вельмож, Осман-паша пішов в Демір-капи   .
За словами османських істориків Осман-паша здобув одну зі своїх найбільших перемог  , И.Узунчаршіли називав битву «знаменита битва» , а Ібрагім Пічовий — «велика битва» . Ця перемога дозволила Осману-паші зміцнитися в Ширвані, тим самим ця битва стала вирішальною для збереження османського контролю в Закавказзі.